# Yōichirō Ono
Yōichirō Ono (小野 洋一郎, Ono Yōichirō) est un mangaka japonais né à Furukawa (en) (aujourd'hui Ōsaki) le 8 février 1979. Il est principalement connu pour ses séries Brave Story, Busshimen! et Amnesia.